# اتفاقية تشوينبي

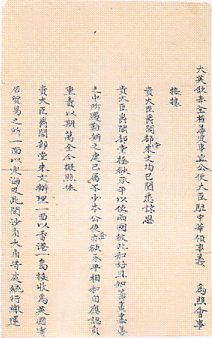

اتفاقية تشوينبي كانت اتفاقًا مؤقتًا بين المندوب البريطاني تشارلز إليوت والمفوض الصيني تشيشان خلال حرب الأفيون الأولى بين المملكة المتحدة وسلالة تشينغ الصينية. نُشرت بنود الاتفاقية في العشرين من يناير في عام 1841، لكن كلا الحكومتين رفضتا هذه البنود وعزلت كلًّا من إليوت وتشيشان من منصبيهما. ذكر اللورد بالمرستون وزير الخارجية البريطاني أن المكاسب التي حصل عليها إليوت كانت محدودة جدًا في حين اعتقد الإمبراطور داوغوانغ أن تشيشان قدم تنازلات مفرطة. عين بالمرستون اللواء هنري بوتينغر بديلًا لإليوت، أما الإمبراطور الصيني فعين يانغ فانغ بديلًا عن تشيشان، إضافة إلى ييشان كقائد للجيش مكلف بكبح التمرد ولونغوين كقائد إقليمي مساعد. على الرغم من أن الاتفاقية لم تكن مبرمة رسميًا، ذُكر عدد من شروطها لاحقًا في معاهدة نانجينغ (1842).

## خلفية تاريخية
في العشرين من فبراير عام 1840، كلف وزير الخارجية البريطاني اللورد بالمرستون مندوبَيه المشتركين الكابتن تشارلز إليوت وقريبه الأدميرال جورج إليوت بمهمة الحصول على تنازل عن جزيرة واحدة على الأقل من أجل التجارة على الساحل الصيني، من بين عدد من الشروط الأخرى. في نوفمبر من عام 1840 وخلال حرب الأفيون الأولى، عاد جورج إلى بريطانيا نتيجة مشكلة صحية، تاركًا تشارلز مندوبًا وحيدًا ممثلًا لبريطانيا. في المفاوضات مع المفوض الصيني الإمبراطوري تشيشان، كتب إليوت في التاسع والعشرين من ديسمبر من أجل «طلب مكان في البحر الخارجي، حيث يتمكن البريطانيون من رفع علمهم وإدارة أنفسهم، كما يفعل الغربيون في مكاو»، لكن العام انتهى بدون اتفاق. في محاولة لإجبار الصينيين على تقديم تنازلات، احتل البريطانيون الحصون على مدخل مضيق هومن في السابع من يناير عام 1841، بعد ذلك وافق تشيشان على النظر في مطالب إليوت. عُقدت المفاوضات في منطقة البوغ قرب تشوينبي.
في الحادي عشر من يناير، عرض تشيشان «توفير مكان خارج منطقة مصب النهر من أجل الرسو بشكل مؤقت». أرسل لاحقًا إلى إليوت في الخامس عشر من يناير، عارضًا عليه إما جزيرة هونغ كونغ أو كاولون ولكن ليس كليهما. في الخامس عشر من يناير، أرسل التاجر جيمس ماثرسون إلى شريكه رجل الأعمال وليام جاردين أن إليوت وصل إلى مكاو في الليلة السابقة قبل أن «أعلم منه بشكل مؤكد أن كي شين [تشيشان] وافق على إعطاء بريطانيا صلاحية امتلاك أرض خاصة بهم في الخارج، لكنه معترض على التنازل عن تشوينبي؛ بدلًا عن ذلك اقترح الكابتن إليوت تقديم هونغ كونغ».
قد يكون الغموض في ترجمة وفهم اللغة الصينية أحد العوامل التي أدت إلى الاستقرار على اختيار هونغ كونغ. اعتقد ماثرسون أن تشيشان عندما كتب إليه قائلًا «بما أننا منحناكم هذه الأراضي فأنتم لا تحتاجون الآن ميناء آخر»، تخلى إليوت نتيجة ذلك عن المطالبة بوصول بريطانيا إلى ميناء في جنوب الصين أملًا بدفع تشيشان إلى تفسير الحروف الصينية التي سُلم فيها البريطانيون هونغ كونغ بدلًا من منحهم معملًا تجاريًا هناك فقط.

## بنود الاتفاقية
في العشرين من يناير، أصدر إليوت منشورًا يعلن «انتهاء التدابير التمهيدية» بينه وبين تشيشان متضمنًا البنود التالية:
1. التنازل عن مرفأ وجزيرة هونغ لصالح التاج الملكي البريطاني. جميع الضرائب والالتزامات المالية القانونية للإمبراطورية الصينية على التجارة المنجزة هناك تكون مدفوعة كما لو أن التجارة كانت تُجرى في وامبوا.
2. دفع تعويض بقيمة ستة ملايين دولار إلى الحكومة البريطانية منها مليون دولار مباشرة، أما البقية فتدفع بشكل دفعات سنوية تنتهي بحلول عام 1846.
3. يجري التعامل الرسمي بين البلدين بشكل متكافئ.
4. افتتاح التجارة في مرفأ كانتون خلال عشرة أيام من بداية العام الصيني الجديد، والمتابعة بها في وامبوا حتى إمكانية تطبيق تدابير أخرى على التسوية الجديدة.

وافق الطرفان على بنود أخرى تتضمن إعادة جزيرتي تشوينبي وتايكوكتاو إلى الصينيين، وإخلاء تشوسان (جوشان) التي احتلها البريطانيون منذ يوليو من عام 1840. عادت تشوسان مقابل إطلاق سراح السجناء البريطانيين في نينغبو الذين تحطمت سفينتهم في الخامس عشر من سبتمبر عام 1840 في طريقهم إلى تشوسان. سمحت الاتفاقية الجديدة لحكومة تشينغ الصينية بالاستمرار في جمع الضرائب في هونغ كونغ، كانت هذه نقطة الخلاف الرئيسية التي أدت إلى الاختلاف على الاتفاقية وفقًا للورد بالمرستون.

## التبعات
أُعيدت الحصون للصينيين في الحادي والعشرين من يناير ضمن حدث رسمي في تشوينبي عقده الكابتن جيمس سكوت كحاكم مؤقت للحصن. أرسل الكومودور غوردون بريمر قائد القوات البريطانية في الصين ضابطًا إلى أنونغوي (شمال تشوينبي) برسالة إلى الأميرال غوان تيانبي، مخبرًا إياه بنيته إعادة الحصون. بعد نحو ساعة، أرسل غوان مفوضًا رسميًا لاستلامها. أُنزلت الرايات البريطانية ورُفعت مكانها الرايات الصينية، أمام تحية أطلقتها سفينة البحرية الملكية ويلزلي، وردها الصينيون بتحية أطلقتها بطاريات مدفعية أنونغوي. كُررت هذه المراسم في تايكوكتاو. ذكر المبعوث العسكري كيث ماكنزي قائلا: «لم أر قطّ رجلًا [صينيًا] يعبر عن هذا الحماس في الـ تشين تشين [إشارة التحية أو الوداع]، كما كان، عندما أُنزلت راياتنا، كان يقفز فرحًا بحق».

بعد يومين، أرسل إليوت سفينة البحرية الملكية كولمباين إلى تشوسان، بتعليمات قاضية بإخلائها والتوجه إلى هونغ كونغ، كما أُرسلت مهمات برية مشابهة. في الوقت ذاته، طلب تشيشان من النائب الإمبراطوري في ليانجيانغ ييليبو طالبًا منه الإفراج عن الأسرى البريطانيين في نينغبو. أُرسلت أخبار هذه البنود إلى إنجلترا على متن السفينة البخارية إنتربرايز التابعة لشركة الهند الشرقية، والتي غادرت الصين في الثالث والعشرين من يناير. في اليوم ذاته، نشرت كانتون فري بريس رأي السكان البريطانيين في الصين بخصوص التخلي عن هونغ كونغ:
«نعتبر أنه -بالنسبة إلى مستعمرة بريطانية مستقلة- لم يكن بالإمكان اختيار ظرف أفضل من ذلك في هونغ كونغ. الجزيرة بحد ذاتها لا تملك أهمية كبيرة.. لكنها تشكل، بالمشاركة مع الجزر المحيطة، واحدًا من أفضل المرافئ البحرية الممكنة.. قد تصبح هونغ كونغ خلال فترة قصيرة جدًا مكانًا لنشاط تجاري شديد الأهمية من دون شك، حيث يكون استملاكها من قبل البريطانيين الذين لن يعيقه شرط تطبيق الالتزامات ذاتها الموجودة في وامبوا، ما سوف يؤدي في تقديراتنا الخاصة إلى تدمير الامتيازات المتوقعة من التجارة هناك».
في السادس والعشرين من يناير عام 1841، حصل الكومودور بريمر على سلطة امتلاك هونغ كونغ بشكل رسمي بوصول الضباط البحريين في السرب إلى نقطة السيطرة، حيث رُفع العلم الاتحادي البريطاني أمام تحية نارية احتفالية من جنود البحرية الملكية وتحية ملكية من السفن الحربية.

### قرارات الإعفاء
بعد مغادرة كانتون في الثاني عشر من مارس، مثُل تشيشان أمام لجنة العقوبات في بكين. واجه المفوض الصيني مجموعة من التهم، منها إعطاء «البربريين هونغ كونغ كمكان للإقامة»، رد عليها بقوله «تعمدت التظاهر بذلك بسبب قوة الظروف المحيطة، وذلك بهدف إلهائهم لفترة من الزمن، ولكن بدون نية جدية». أعلنت المحكمة خيانته وحكمت عليه بالإعدام. لكن وبعد سجنه لعدة أشهر، سُمح له -بدون أي صفة رسمية- بالتعامل مع البريطانيين.
في الحادي والعشرين من أبريل، عزل اللورد بالمرستون إليوت، نظرًا للتنازلات غير المناسبة التي قدمها للصينيين. اعتبر بالمرستون أن إليوت استهتر بالتعليمات المقدمة له كما لو أنه «أوراق مهملة»، ونبذ هونغ كونغ لأنها «جزيرة مقفرة شبه خالية من السكان» حسب وصفه.